# YGGホースクラブ
YGGホースクラブ（YGG Horse Club Co. Ltd.）は、日本中央競馬会に馬主登録をしているクラブ法人である。愛馬会法人「YGGオーナーズクラブ」より匿名組合契約に基づく競走馬の現物出資を受けて、中央競馬などの競走に出走させている。
勝負服の柄は赤、白袖黒二本輪、黒鋸歯形、冠名は特に用いず、出資者から募った馬名を投票で選出している。かつては「株式会社サラブレッド・レーシング・クラブ」、「株式会社荻伏牧場レーシング・クラブ」、「株式会社荻伏レーシング・クラブ」、「株式会社ブルーマネジメント」と呼ばれていた。

## 服色・冠名
ブルーマネジメント以前の服色は青、白袖で、冠名として「ブルー」を用いていた。また、サラブレッド・レーシング・クラブ時代の代表である黒岩晴男は個人でも馬を所有しており、勝負服は旧勝負服の袖に緑二本輪を追加したものを使用していた。

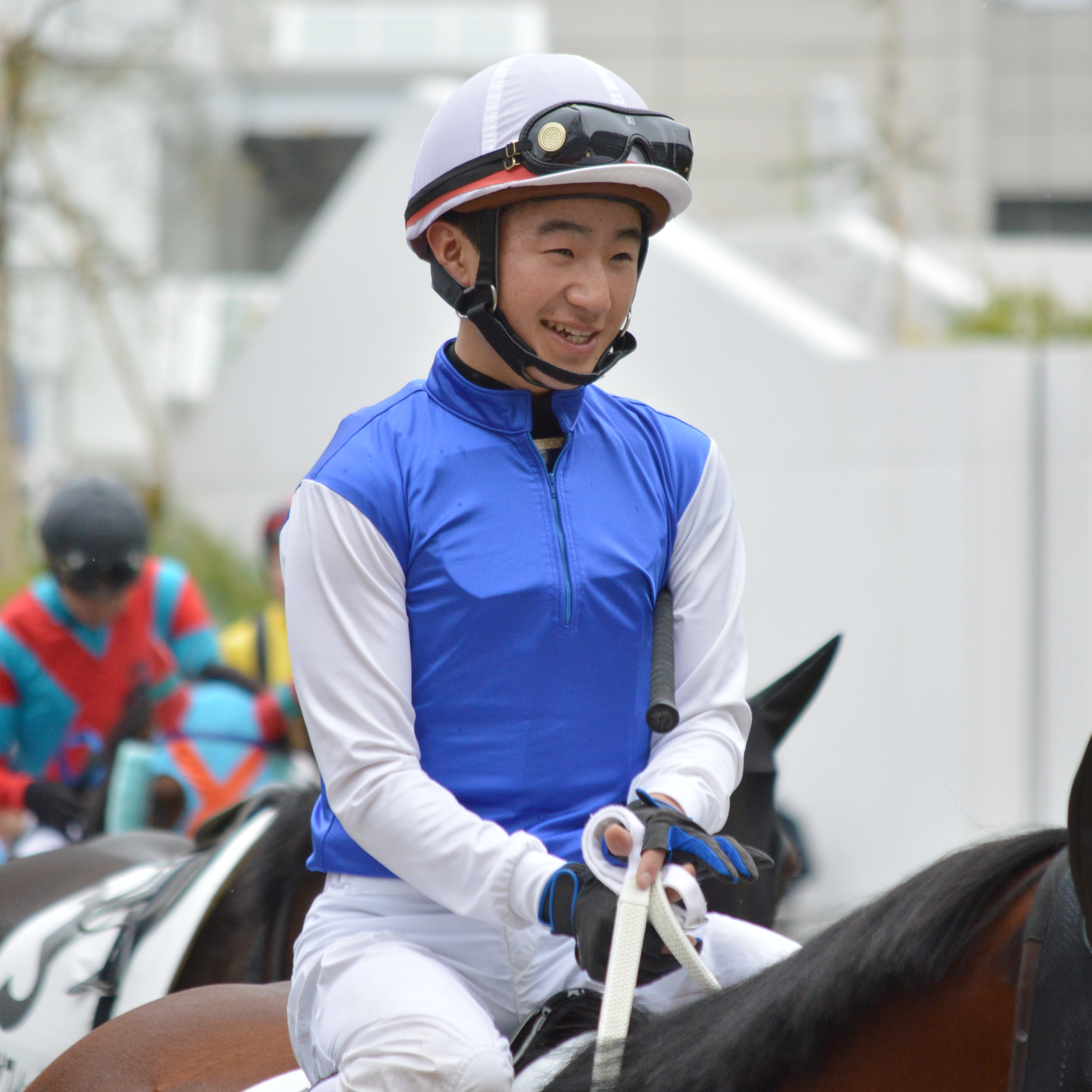
「青、白袖」の勝負服を着用した菊沢一樹

## 歴史
- 1990年、カリブソングがJRA賞最優秀ダートホースに選出される。
- 2006年、ブルーコンコルドがダートグレード競走最優秀馬に選出される。
- 2007年5月29日、ブルーマネジメントへの社名変更が発表され、7月11日付けで馬主登録が変更された。
- 2018年3月12日、公式サイトにてクラブをリニューアルすることが発表され、4月2日よりYGGホースクラブに社名が変更された[3]。

## 主な所有馬

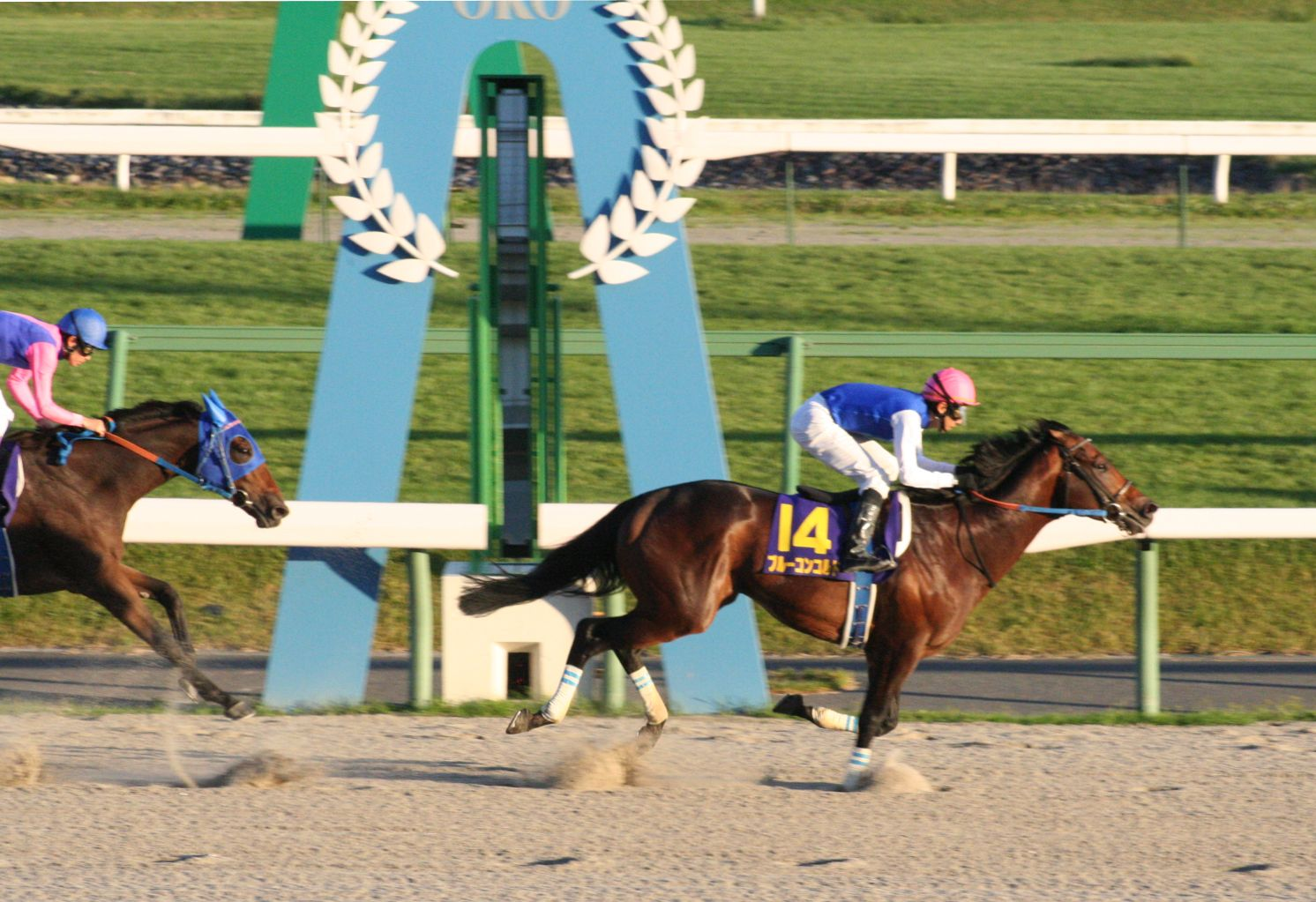
ブルーコンコルド号

太字はGI級競走を示す

### 現役馬
- スウィープフィート - 2024年チューリップ賞

### 引退馬
- オギティファニー - 1995年ダービー卿チャレンジトロフィー
- カリブソング - 1990年フェブラリーハンデキャップ、1991年日刊スポーツ賞金杯、目黒記念、1994年ブリーダーズゴールドカップ
- ブルーコンコルド - 2002年京王杯2歳ステークス、2005年プロキオンステークス、シリウスステークス、JBCスプリント、2006年黒船賞、JBCマイル、東京大賞典、2006年 - 2008年マイルチャンピオンシップ南部杯3連覇、2007年かしわ記念
- ブルーショットガン - 2006年阪急杯
- ドライスタウト - 2021年全日本2歳優駿、2023年テレ玉杯オーバルスプリント、武蔵野ステークス[4]

## YGGオーナーズクラブ（愛馬会法人）
代表者は福原聡。かつては「株式会社荻伏牧場オーナーズ」、「株式会社荻伏オーナーズ」、「ブルーインベスターズ」と呼ばれていた。